# Бєлоусово (Єткульський район)
Білоусово (рос. Белоусово) — село у Єткульському районі Челябінської області Російської Федерації.
Входить до складу муніципального утворення Білоусовське сільське поселення. Населення становить 490 осіб (2010).

## Історія
Від 1 березня 1924 року належить до Єткульського району Челябінської області.
Згідно із законом від 16 листопада 2004 року органом місцевого самоврядування є Білоусовське сільське поселення.

## Населення
| 2002 | 2010 |
| ---- | ---- |
| 480  | ↗490 |